# Berliner Literaturpreis
Der Berliner Literaturpreis ist ein deutscher Literaturpreis, der seit 1989 von der Stiftung Preußische Seehandlung in Berlin verliehen wird.

## Geschichte
Der Berliner Literaturpreis wurde 1989 vom Tübinger Germanisten und Literaturkritiker Gert Ueding mit den Kritikern Franz Josef Görtz und Claus-Ulrich Bielefeld gegründet. Mit dem Preis sollten Autoren, die einen wesentlichen Beitrag zur Entwicklung der zeitgenössischen deutschsprachigen Literatur geleistet haben, ausgezeichnet werden. Der Sieger erhielt zu Beginn 47.000 Mark. Der Preis wurde bis 1998 alle zwei Jahre zusammen mit der Johannes-Bobrowski-Medaille im Literarischen Colloquium Berlin verliehen. 
Seit 2005 wird die Auszeichnung nach einem neuen Konzept verliehen. Es wird das bisherige Gesamtwerk eines deutschsprachigen Schriftstellers gewürdigt. Seitdem ist mit dem Preis auch die Berufung auf die Gastprofessur für deutschsprachige Poetik der Stiftung Preussische Seehandlung an der Freien Universität Berlin verbunden. Bis 2016 trug sie den Namen „Heiner-Müller-Gastprofessur“. Die Namensgebung und -änderung der Professur gehen auf Brigitte Maria Mayer zurück, die Witwe des Schriftstellers Heiner Müller. 
Im Sommersemester unterrichten die Gastprofessoren eine Schreibwerkstatt für junge Nachwuchsschriftsteller am Peter-Szondi-Institut für Allgemeine und Vergleichende Literaturwissenschaft der Freien Universität Berlin. Die Dotierung beträgt aktuell 30.000 Euro aus den Mitteln der Stiftung Preußische Seehandlung, die auch die Kosten für die Gastprofessur trägt.

## Preisträger
- 1989 Volker Braun
- 1992 Christoph Hein, Wolfgang Hilbig, Thomas Hürlimann, Ingomar von Kieseritzky, Uwe Kolbe, Libuše Moníková, Hans Joachim Schädlich
- 1994 Jürgen Becker, Hugo Dittberner, Norbert Gstrein, Brigitte Kronauer, Reinhard Lettau, Erica Pedretti, W. G. Sebald
- 1996 Marcel Beyer, Wilhelm Genazino, Angela Krauß, Katja Lange-Müller, Ulrich Peltzer, Raoul Schrott, Josef Winkler
- 1998 Anne Duden, Bodo Hell, Reinhard Jirgl, Gert Friedrich Jonke, Irina Liebmann, Ingo Schulze, Jörg Steiner
- 2005 Herta Müller
- 2006 Durs Grünbein
- 2007 Ilija Trojanow
- 2008 Ulrich Peltzer
- 2009 Dea Loher
- 2010 Sibylle Lewitscharoff
- 2011 Thomas Lehr
- 2012 Rainald Goetz[3]
- 2013 Lukas Bärfuss[4][5]
- 2014 Hans Joachim Schädlich
- 2015 Olga Martynowa
- 2016 Feridun Zaimoglu
- 2017 Ilma Rakusa[6]
- 2018 Marion Poschmann
- 2019 Clemens J. Setz
- 2020 Thomas Meinecke[7]
- 2021 Monika Rinck
- 2022 Steffen Mensching
- 2023 Lutz Seiler
- 2024 Felicitas Hoppe
- 2025 Abbas Khider